# Semla (brioche)
Pour les articles homonymes, voir Semla.
Une semla est une brioche fourrée à la pâte d’amande et à la crème, spécialité suédoise pour le Mardi gras également consommée dans les autres pays nordiques.
Le nom vient du latin simila, qui désigne la farine de blé la plus fine utilisée pour cette pâtisserie. La version la plus ancienne de la semla était une simple boule de pain mangée dans un bol de lait chaud. Aujourd'hui, la semla se compose d'une brioche aromatisée à la cardamome dont on découpe le dessus et que l'on évide. La semla est alors remplie d'un mélange composé de cette mie réduite en miettes, de lait ou de crème et de pâte d'amande, complété avec la crème fouettée. Le dessus est alors remis comme couvercle et saupoudré de sucre glace. Il est de nos jours souvent mangé seul, ou avec du café, mais beaucoup de gens le mangent dans un bol de lait chaud.
En Estonie, les semla portent le nom de vastlakukkel.
La semla était mangée à l’origine le Mardi gras, comme dernière nourriture de fête avant le carême. Cependant, avec le protestantisme, les pays nordiques ont arrêté d’observer le carême, et la semla dans son bol de lait chaud est devenue un dessert traditionnel de février. Aujourd'hui, les semla sont disponibles dans les magasins et les boulangeries peu de temps après Noël jusqu'à Pâques. En Suède, où le dessert est le plus populaire, on consomme en moyenne cinq semla de boulanger par an, en plus de tous ceux qui sont faits à la maison.
Le roi Adolphe Frédéric de Suède est mort d’une indigestion le 12 février 1771 après un repas comprenant du caviar, de la choucroute, des harengs fumés, arrosé de champagne, conclu par 14 portions[source insuffisante] de son dessert favori, le hetvägg : une semla servie dans un bol de lait chaud.